# Тараярви
Тараярви — озеро на территории Сосновецкого сельского поселения Беломорского района Республики Карелии.

## Общие сведения
Площадь озера — 1,1 км². Располагается на высоте 118,6 метров над уровнем моря.
Форма озера серпообразная, продолговатая: оно вытянуто с северо-запада на юго-восток. Берега изрезанные, преимущественно заболоченные.
Из северной оконечности озера вытекает безымянный водоток, втекающий с левого берега в реку Тунгуду, впадающую в реку Нижний Выг.
В озере расположено не менее трёх безымянных островов различной площади.
Код объекта в государственном водном реестре — 02020001311102000008760.